# 8K

Comparaison des formats SD, FHD, 4K (UHD-1) et 8K (UHD-2).

8K est un format d'image numérique ayant une définition d'écran dont le bord le plus long est composé de 8 000 pixels environ. Les deux résolutions les plus communes sont 7 680 × 4 320 px (télévision, 8K UHD-2) et 8 192 × 4 320 px (cinéma, 8K DCI).

## Dénomination
Initialement, le terme « 8K » fait référence à la définition minimale de 8 192 pixels pour la largeur de l'image.